# منطقه پزشکی جنوب‌غربی
منطقه پزشکی جنوب‌غربی (به انگلیسی: Southwestern Medical District) بزرگترین تمرکز مراکز درمانی و تحقیقاتی در کلانشهر دالاس-فورت وورث و شمال تگزاس است.
این منطقه حاوی چندین بیمارستان و مرکز پژوهشی است، از جمله:
- بیمارستان دانشگاهی زیل لیپشی
- انجمن قلب آمریکا
- بیمارستان پارکلند مموریال
- بیمارستان دانشگاهی ویلیام پ. کلمنتس
- مرکز پزشکی کودکان دالاس

این ناحیه همچنین میزبان چند دانشگاه است:
- دانشگاه زنان تگزاس
- مراکز پژوهشی پزشکی دانشگاه تگزاس در دالاس
- مرکز پزشکی دانشگاه تگزاس شعبه جنوب‌غربی

این منطقه ۴۰۰ هکتار مساحت دارد و ۳۵۰۰۰ متخصص هر ساله پذیرای نزدیک به ۳ میلیون بیمار هستند.

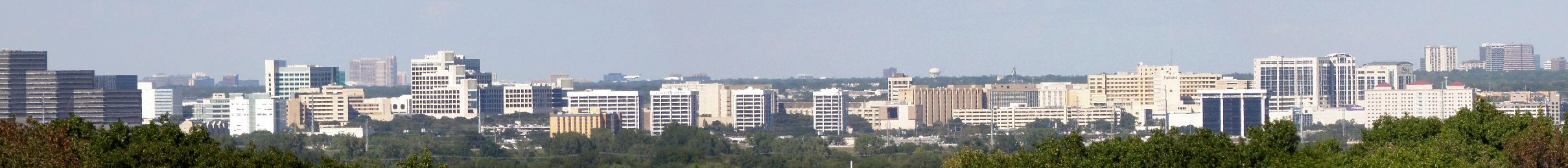

## نگارخانه

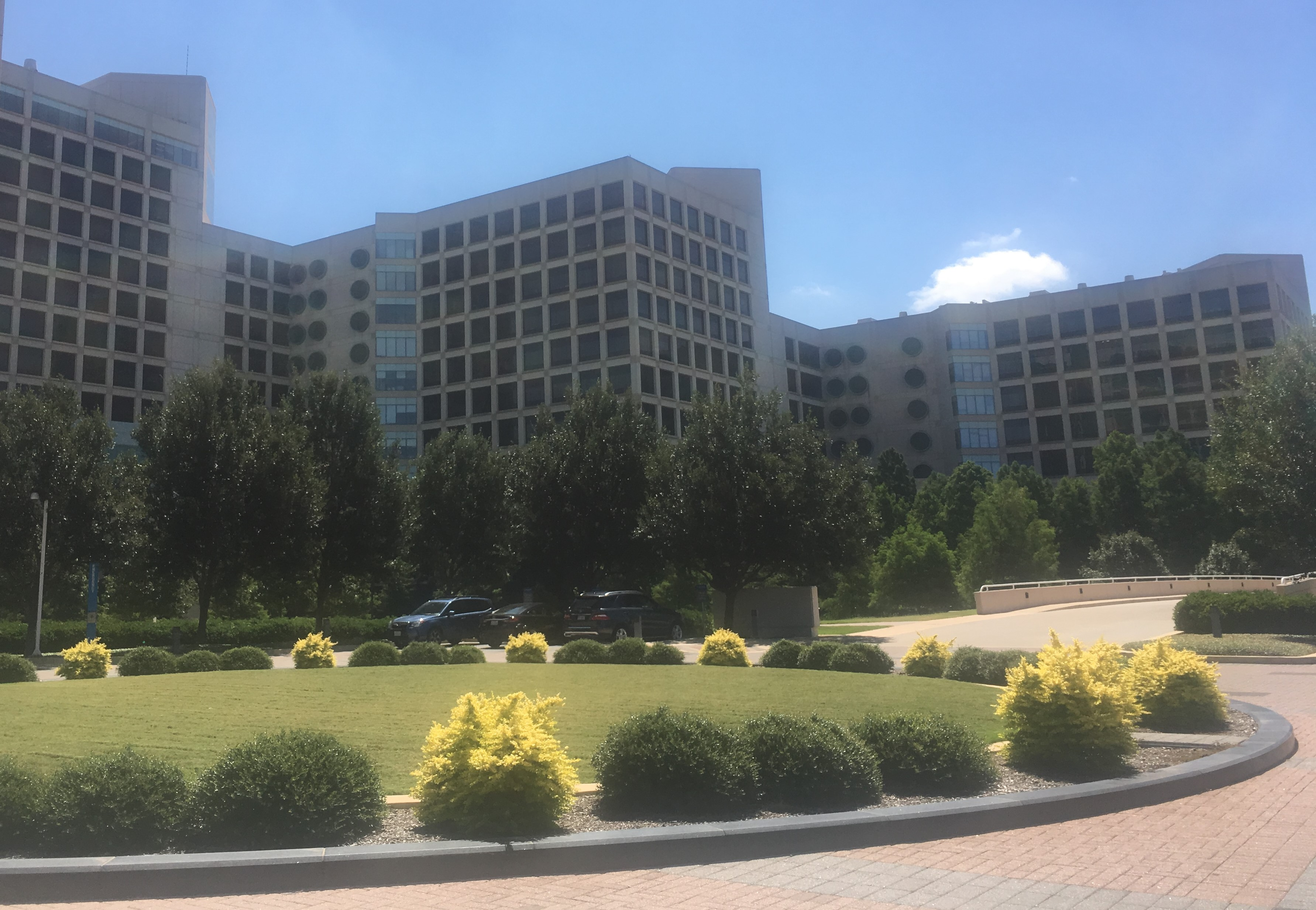
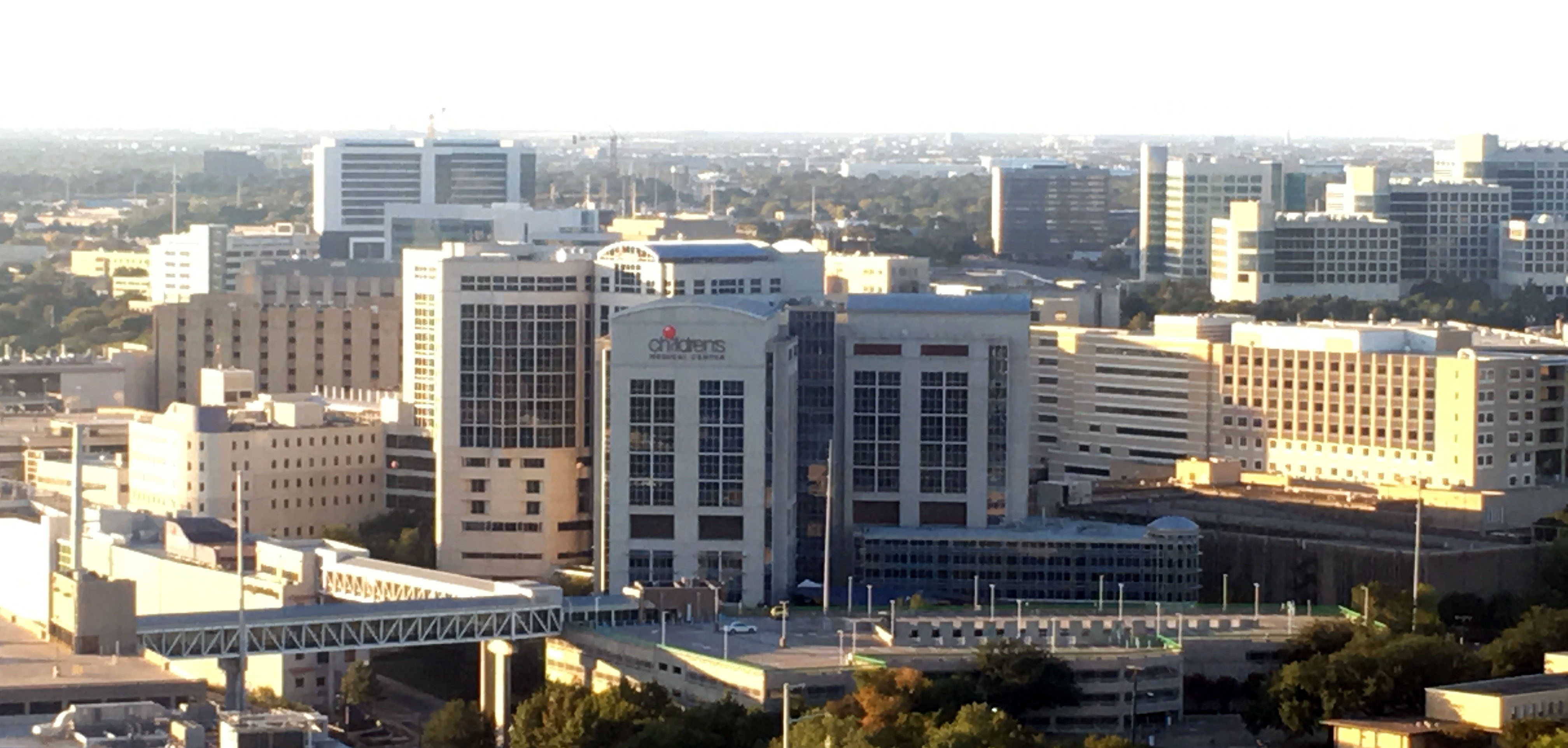
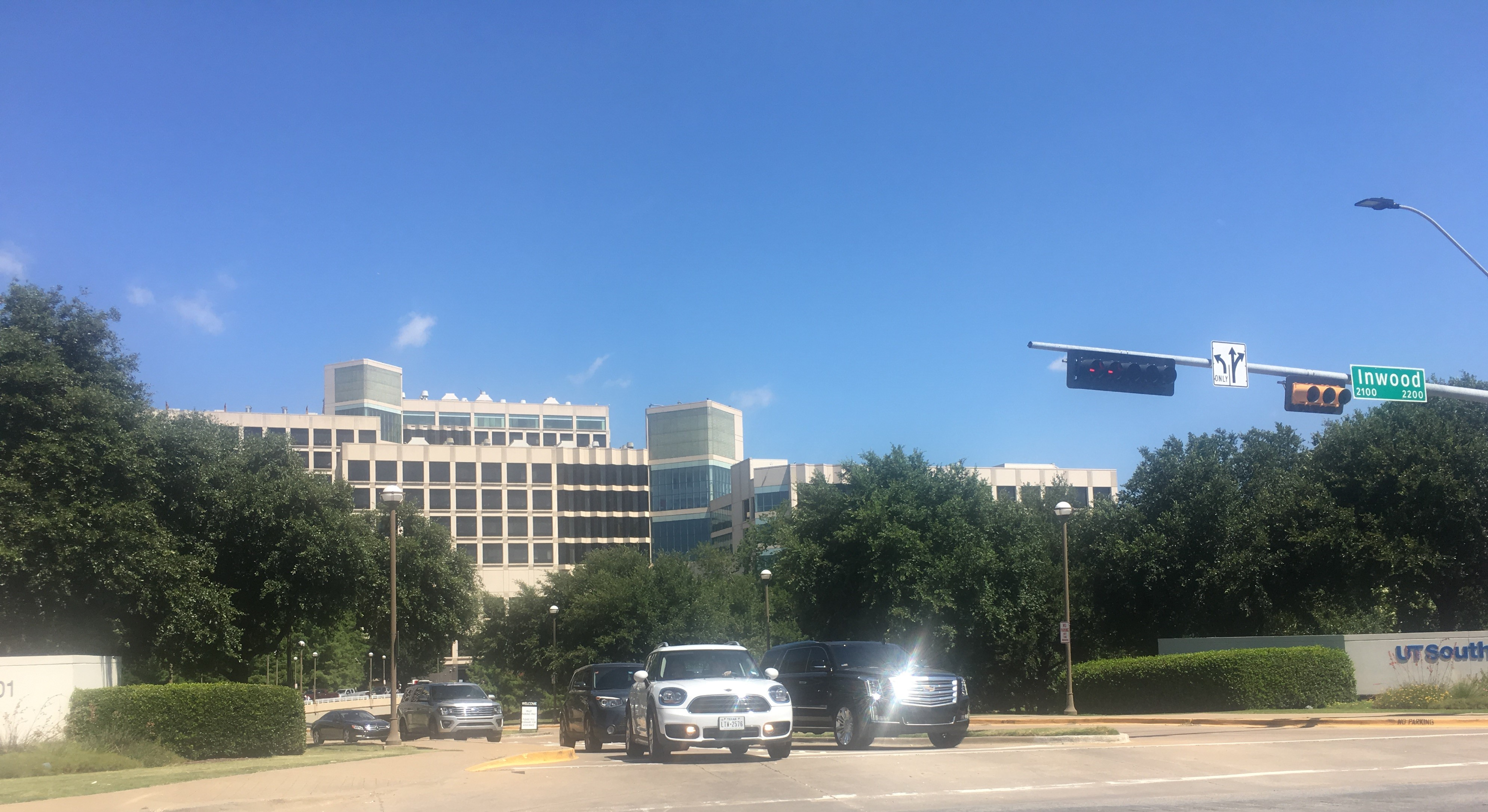
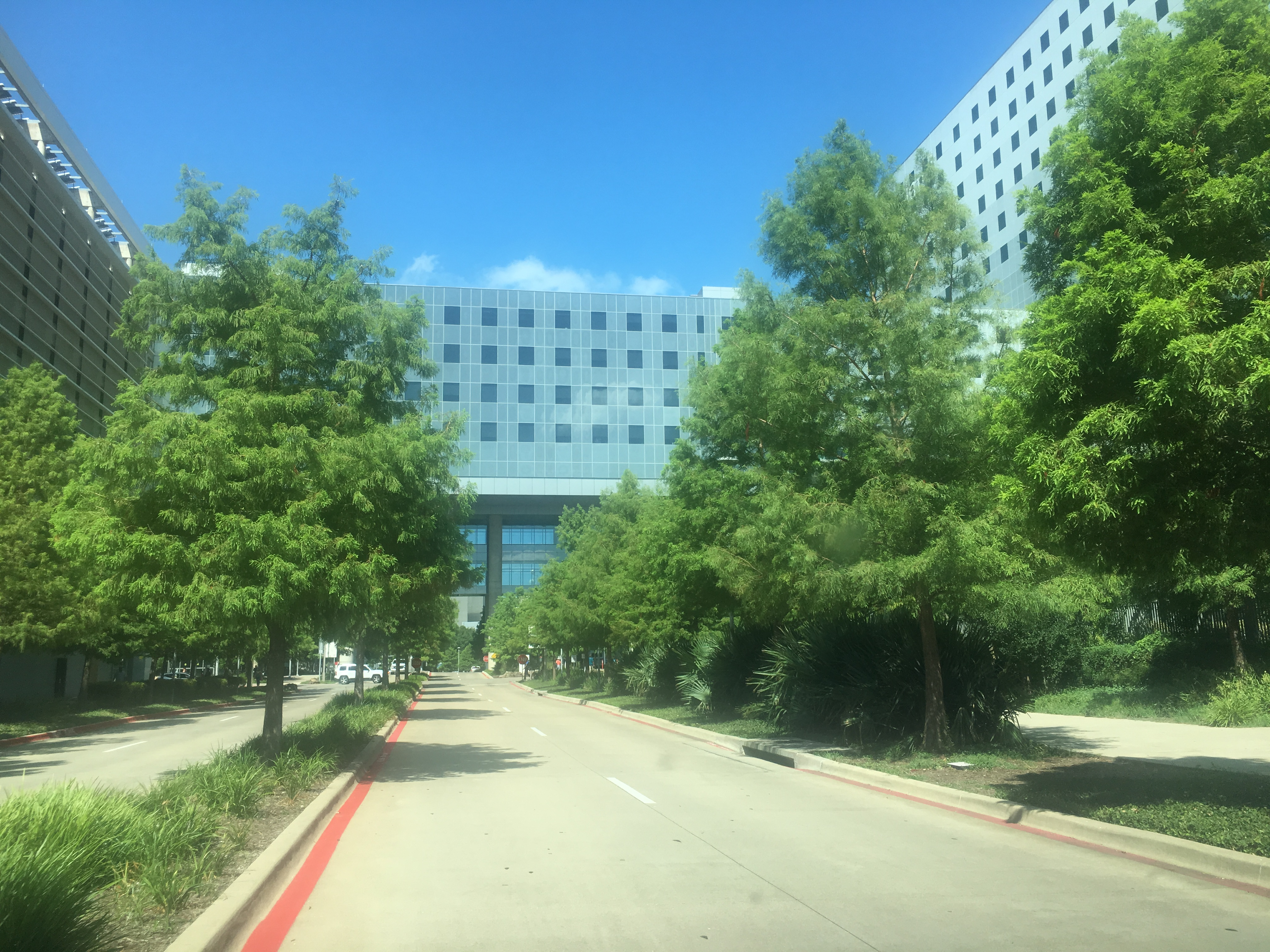